# Centre de contrôle océanique de Shanwick

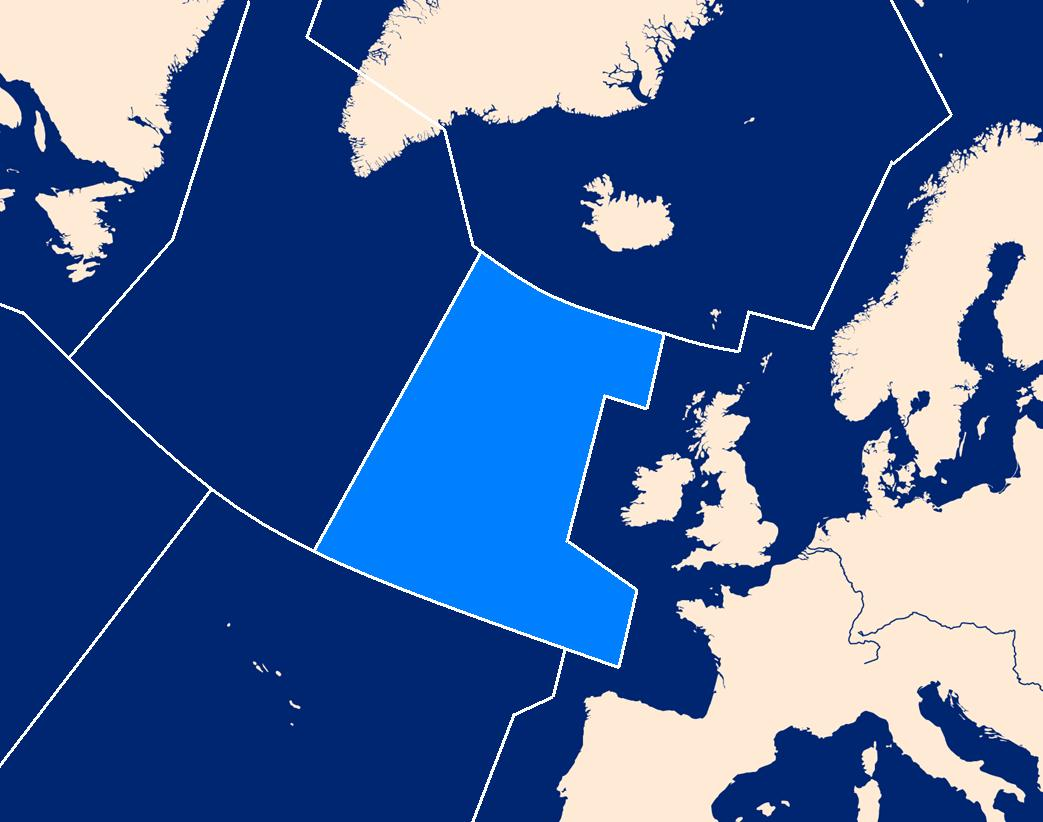
Zones de contrôles océaniques de l'Atlantique Nord en 2007.

Le centre de contrôle océanique de Shanwick est un centre régional de contrôle de la circulation aérienne responsable d'une portion de l'espace aérien au-dessus du nord-est de l'océan Atlantique. Les installations sont situées à Shannon, en Irlande, et Prestwick, en Écosse. Le nom du centre est un mot-valise constitué à partir des toponymes de ces deux localités.